# Kasteel van Rastatt

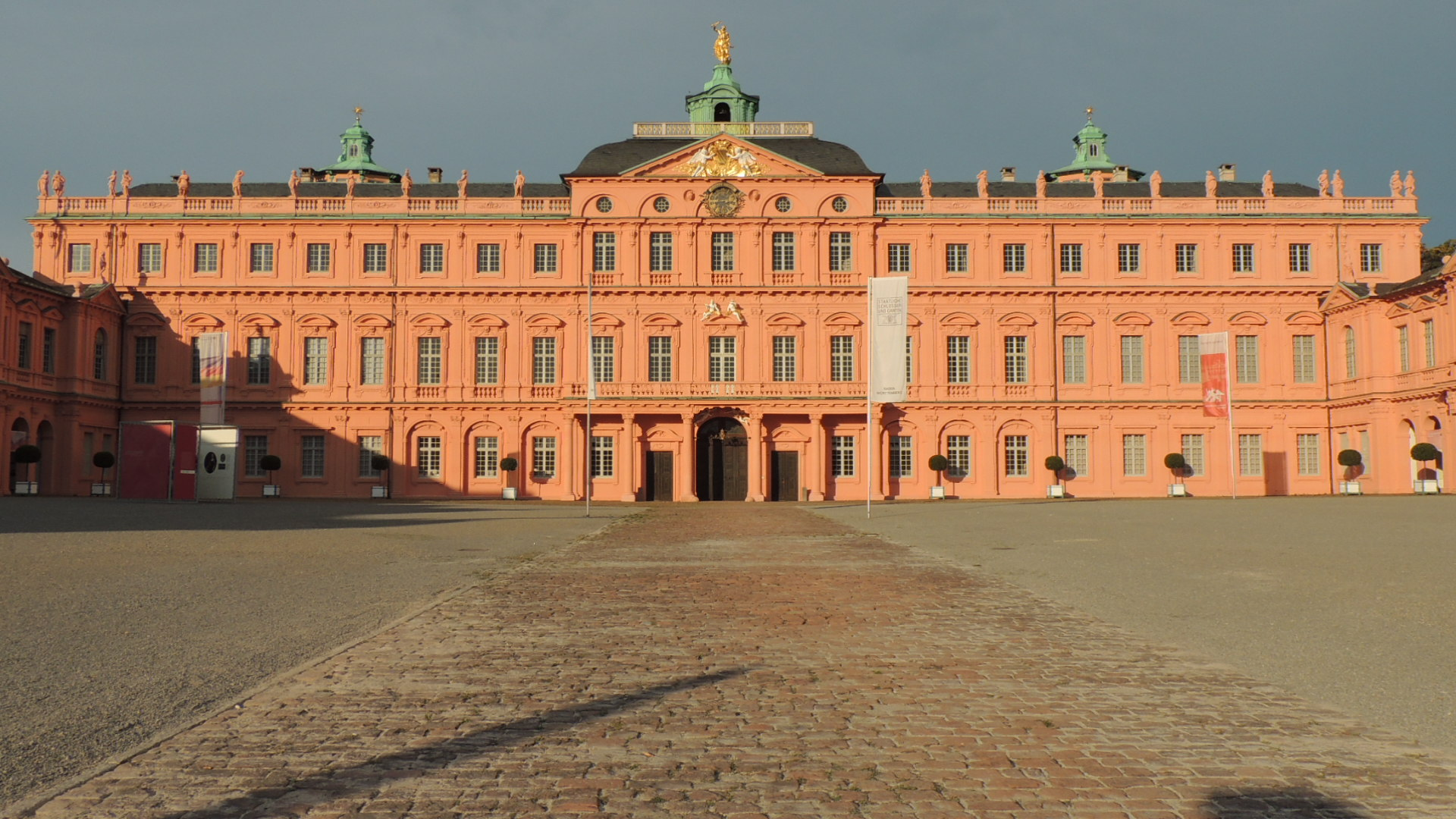
Het kasteel van Rastatt in 2012

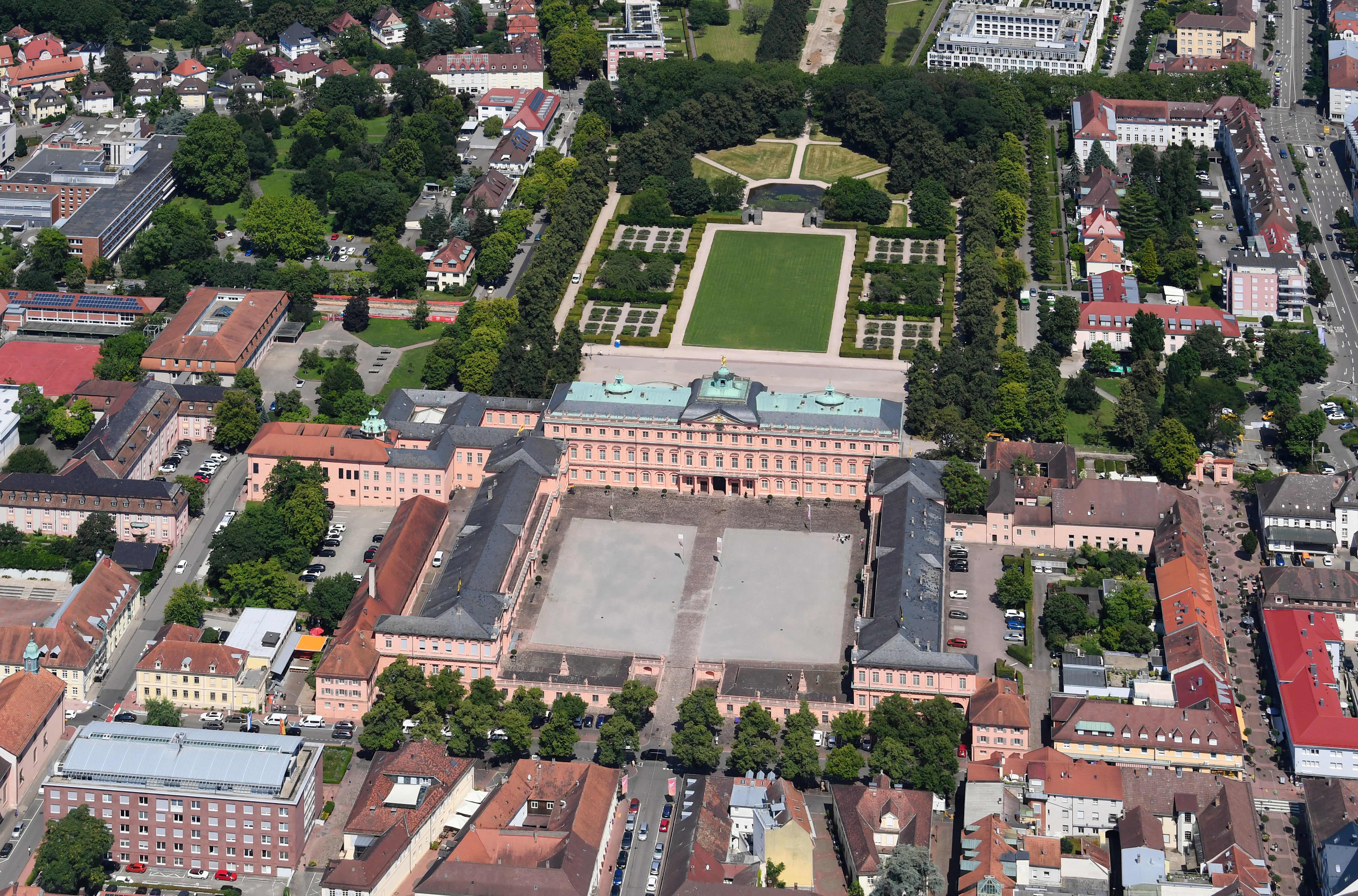
Luchtfoto van het kasteel

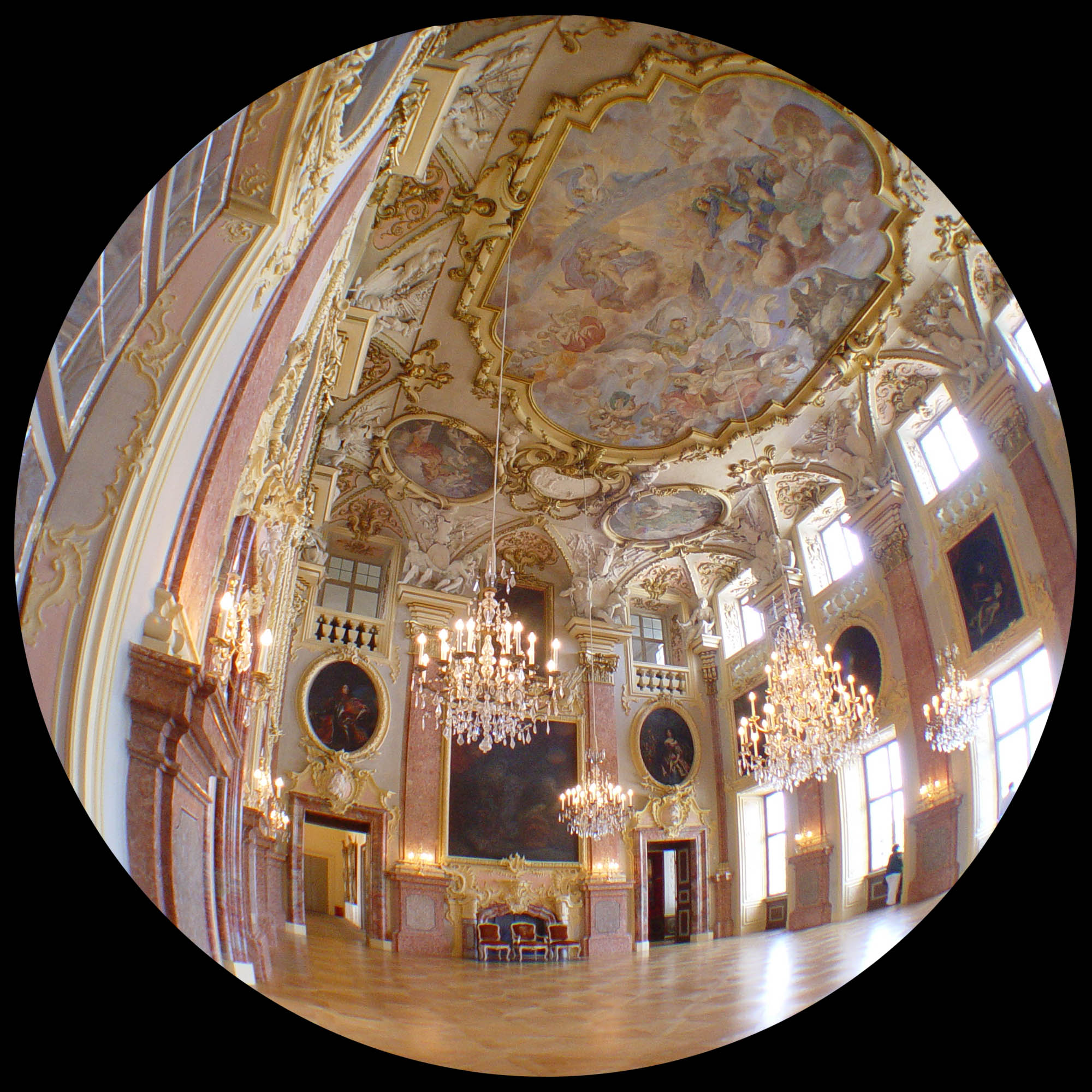
De Pronkzaal in 2005

Het kasteel van Rastatt (Duits: Schloss Rastatt, ook wel Residenzschloss Rastatt genoemd), is een kasteel in barokstijl in de Duitse stad Rastatt. Het werd tussen 1700 en 1707 gebouwd door de Italiaanse architect Domenico Egidio Rossi in opdracht van markgraaf Lodewijk Willem van Baden-Baden. 
De residentie in Rastatt is het oudste barokpaleis in de Duitse Bovenrijn. Het werd gebouwd naar het voorbeeld van het Franse paleis van Versailles. 
Het kasteel is eigendom van de deelstaat Baden-Württemberg. Bezoekers kunnen er rondleidingen volgen door de gerestaureerde kamers en barokke paleistuinen. In het paleis bevinden zich ook twee musea: het Wehrgeschichtliches Museum (museum voor militaire geschiedenis) en de Erinnerungsstätte für die Freiheitsbewegungen in der deutschen Geschichte (herdenkingsplek voor de Duitse vrijheidsbewegingen).

## Geschiedenis
Tijdens de Paltische Successieoorlog staken Franse troepen de residentie van markgraaf Lodewijk Willem van Baden-Baden in brand. Het gebouw was zo zwaar beschadigd dat het niet meer geschikt was als vorstelijke woning. De markgraaf had bovendien een nieuw huis nodig voor zijn vrouw, Sibylle Auguste van Saksen-Lauenburg, met wie hij in 1690 was getrouwd. Daarom liet hij op de plek van het oude jachthuis een nieuwe residentie bouwen.
Tijdens deze werkzaamheden werd het jachtslot uit 1697 afgebroken om ruimte te maken voor een nieuw paleis. In 1700 kreeg het dorp Rastatt stadsrechten, en de markgraaf verhuisde er met zijn hofhouding naartoe.
In de 19e eeuw diende het als hoofdkwartier. Het paleis bleef ongedeerd tijdens de Tweede Wereldoorlog. 

## Interieur
Een grote trap met sierlijk stucwerk leidt naar de bel-etage, de hoofdverdieping van het paleis. De grootste zaal is de Ahnensaal ("Voorouderzaal"). Die is rijk versierd met fresco’s en toont portretten van voorouders en gevangen Ottomaanse soldaten.